# Switzerland County
Switzerland County ist ein County im Südosten des US-Bundesstaates Indiana mit Verwaltungssitz in Vevay.

## Geographie
Das County umfasst eine Fläche von 579 km², wobei 573 km² auf Landmassen und 6 km² auf Gewässer entfallen. Damit ergibt sich ein Wasserflächenanteil von rund 1,05 %.
Die Grenze zu Kentucky im Süden und Osten wird vollständig vom Ohio River gebildet. Neben dem Ohio durchfließen das County der Indian Creek und der Log Lick Creek.

### Anliegende Countys
- Ohio County (Indiana) im Norden
- Gallatin County (Kentucky) im Osten
- Carroll County (Kentucky) im Süden
- Jefferson County (Indiana) im Westen
- Ripley County (Indiana) im Nordwesten

## Geschichte
Das County wurde im Jahre 1814 gegründet. Es wurde nach dem Heimatland vieler europäischer Siedler in dieser Region, der Schweiz, benannt. Gründer des Hauptortes Vevay war der Weinbauer John James, ehemals Jean-Jacques Dufour aus dem Kanton Waadt, der den neuen Ort nach seinem alten Heimatort, der Stadt Vevey, benannte. Der industrielle Weinbau hat auch dazu beigetragen, dass das County den Spitznamen Rheinland Amerikas trägt.
8 Bauwerke und Stätten des Countys sind im National Register of Historic Places eingetragen (Stand 4. September 2017).

## Demografische Daten

Alterspyramide des Switzerland Countys (Stand: 2000)

Laut dem US-Zensus von 2000 lebten im County 9065 Menschen. Die Bevölkerungsdichte betrug 16 Menschen pro Quadratkilometer. Es wurden 4226 Wohneinheiten erfasst. 98,78 Prozent der Bevölkerung waren europäischer Herkunft, 0,23 Prozent Afroamerikaner, 0,15 Prozent Indigene Amerikaner, 0,09 Prozent Asiaten, 0,01 Prozent aus der Pazifikregion, 0,86 Prozent Lateinamerikaner, 0,74 Prozent andere, sowie Menschen mit gemischter ethnischer Herkunft.
Das jährliche Durchschnittseinkommen betrug 37.092 US-Dollar. 13,9 Prozent der Bevölkerung lebten unter der Armutsgrenze.

## Orte im Switzerland County
Incorporated Towns
| - Patriot - Vevay |

Census-designated places (CDP)
| - East Enterprise - Florence |

Unincorporated Towns
| - Aaron - Allensville - Antioch - Avonburg - Bennington - Braytown - Center Square | - Fairview - Five Points - Gurley Corner - Jacksonville - Lamb - Long Run - Markland | - Moorefield - Mount Sterling - Pleasant - Quercus Grove - Searcy Crossroads |

Townships
| - Cotton Township - Craig Township - Jefferson Township | - Pleasant Township - Posey Township - York Township |